# Rykały
Rykały – wieś w Polsce, położona w województwie mazowieckim, w powiecie białobrzeskim, w gminie Promna.
Wieś jest sołectwem w gminie Promna. 

## Historia
Pierwsze wzmianki o Rykałach datowane są na początek XV wieku. Wieś należała wówczas do rodu Doliwów. W Księdze Ziemi Czerskiej z roku 1440, wymieniony jest Piotr z Rykał. W następnym wieku właścicielami byli m.in. Maciej Doliwa Rykalski oraz Wojciech i Walenty Rykalski. Ród ten posiadał też wsie Wysoka i Rudki (już nieistniejącą).
Wieś szlachecka położona była w drugiej połowie XVI wieku w powiecie grójeckim ziemi czerskiej województwa mazowieckiego.
Rykalscy około 1660 roku sprzedali Rykały rodzinie Rudzkich herbu Abdank, która władała tu do początków XIX wieku. Z tego rodu pochodził Jan Rudzki, poseł na sejm, podkomorzy czerski, zmarły w 1735 roku. Osada związana była z parafią Przybyszew.
Dobra Rykały nabył w 1820 Kacper Pruski od Józefa i Franciszki z Rudzkich z małżeństwa Okęckich, za kwotę 200 000 złotych. Nowy właściciel wydzierżawił je w 1823 r. na 3 lata Hiacyntowi Śliwińskiemu.
W 1834 dzierżawił Rykały Franciszek Tąkiel, który ostatecznie nabył je w 1840 za sumę 28620 rubli i 50 kopiejek w srebrze. W tym czasie w skład dóbr należały Rykały, Wylezinek, Rudki i Dylówki. Ich powierzchnia wynosiła 48 włók, były tu dwa młyny, gorzelnia, sady, dwa stawy i dwie sadzawki rybne. Dwór miał 7 pokoi z posadzkami, obok znajdował się lamus z piwnicą na skład okowity z drugiej strony kuchnia, dalej czworak dla służby. Nowo wybudowany dom dla oficjalistów, obok gorzelni dom dla owczarzy i gajowego. Przy drodze znajdowała się karczma, była też kuźnia do której jest zamieszkanie nad stawem, domy dla młynarzy pod gontami. Przed swoją śmiercią w 1863 r. ustanowił on spadkobiercą swojego bratanka, Władysława Piotra, który zmarł w 1911. Po nim właścicielem był jego syn, Stefan Tąkiel
W 1827 we wsi było 28 domów z 241 mieszkańcami.
W 1874 we wsi było 40 osad, 341 mieszkańców żyjących na 380 morgach. Folwark miał powierzchnię 1.051 mórg z tego ornych 725, 229 mórg lasu nieurządzonego, 9 budynków murowanych i 24 z drewna. Prowadzono 12-polowy płodozmian. Wieś należała do sądu gminnego okr. II w osadzie Goszczyn. Stacja pocztowa w Grójcu. Należała do parafii w Przybyszewie. Powołano do życia gminę, która miała powierzchnię 14 960 mórg i 3075 mieszkańców. Gmina istniała do 1954 roku.
W latach 1975–1998 miejscowość administracyjnie należała do województwa radomskiego.
We wsi znajduje się zabytkowy pałac wzniesiony w pierwszej połowie XIX wieku otoczony parkiem projektu Waleriana Kronenberga.
W miejscowości działało Państwowe gospodarstwo rolne Rykały.
Przez miejscowość przepływa rzeczka Rykalanka w górnym biegu nazywana także Dylówką, lewobrzeżny dopływ Pilicy.